# 斯特凡·约翰松
斯特凡·尼尔斯·埃德温·约翰松（瑞典語：Stefan Nils Edwin Johansson）是一名瑞典的赛车手，曾为法拉利、迈凯伦等车队参加过一级方程式赛车。在离开一级方程式赛场后，约翰松赢得了1997年勒芒24小时赛，还参加了许多其他类别的比赛，其中包括赛车队锦标赛、各种跑车赛和大奖赛大师赛。
约翰松还是斯科特·迪克逊、费利克斯·罗森奎斯特和埃德·琼斯的经纪人。